# سیلن قفقازی
سیلن قفقازی (نام علمی: Silene caucasica) نام یک گونه از سرده سیلن است.